# Geysir
Geysir – gejzer położony w południowo-zachodniej Islandii. Od jego nazwy pochodzi miano nadane tego typu źródłom termalnym na całym świecie – „gejzer”. Słowo Geysir pochodzi od islandzkiego czasownika geysa (tryskać, wybuchać), słowa o korzeniach staronordyckich.
Geysir znajduje się w dolinie Haukadalur, na stokach wzgórza Laugarfjall. W bezpośredniej okolicy znajduje się wiele innych gejzerów (m.in. Strokkur) i liczne źródła termalne (w tym Smiður i Litli-Strokkur). Geysir i Strokkur są aktualnie jedynymi aktywnymi (tj. wyrzucającymi regularnie wodę) gejzerami w Europie. W okolicy znajduje się około trzydziestu znacznie mniejszych gejzerów i gorących basenów, w tym jeden o nazwie Little Geysir (Mały Geysir).
Geysir i Strokkur zaliczane są do głównych atrakcji trasy turystycznej zwanej Złotym Kręgiem.

## Historia
Najstarsze źródła pisane mówiące o gejzerach w Haukadalur pochodzą z kronik 1294 roku, kiedy trzęsienia ziemi w okolicy spowodowały zmiany krajobrazu, tworząc kilka nowych gorących źródeł. Nazwa „Geysir” została po raz pierwszy wymieniona w źródłach pisanych w XVIII wieku. Późniejsze kroniki pozwalają powiązać aktywność Geysiru i otaczających gejzerów z aktywnością trzęsień ziemi. Na zwiększoną aktywność wpływ miały m.in. trzęsienia z roku 1789 (największe tego typu zjawisko w historii południowej Islandii) oraz z roku 1896. Okresy mniejszej aktywności sejsmicznej skutkowały stopniowym zmniejszeniem częstotliwości erupcji oraz mniejszą wysokością wyrzutów wody. Największą odnotowaną wysokością było 170 metrów podczas erupcji z połowy XIX wieku.
Pod koniec XX wieku aktywność Geysira znacząco zmalała. Krótkotrwały wzrost częstotliwości i siły wyrzutu nastąpił po trzęsieniach ziemi w czerwcu 2000 roku. Wysokość wyrzutu wody osiągnęła wtedy ponad 120 metrów. W późniejszym okresie aktywność Geysiru stopniowo spadała. Według stanu na rok 2017 gejzer ten wyrzuca wodę jedynie na mniej niż 10 metrów i to kilka razy w roku.

## Galeria

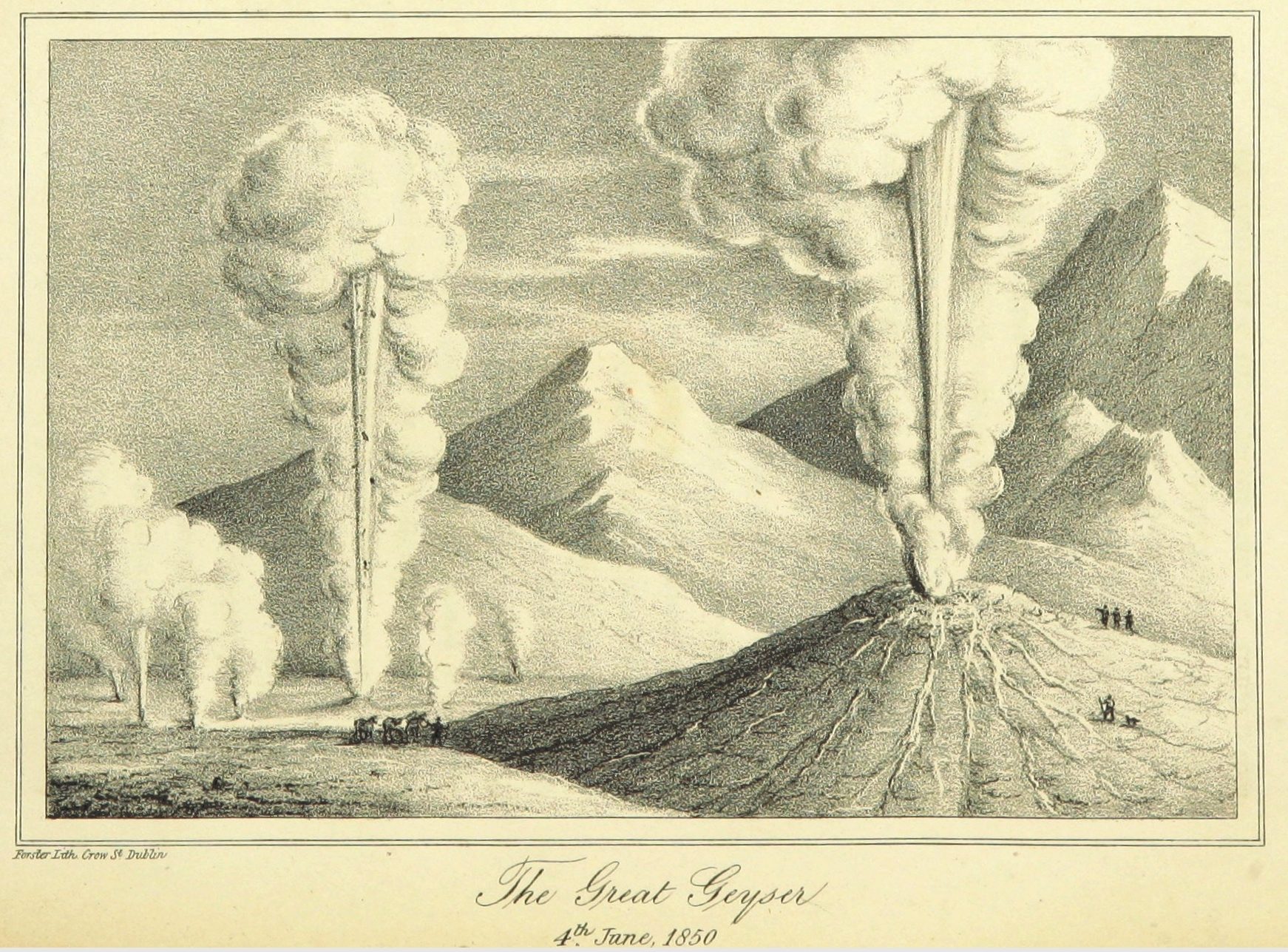
Geysir – rycina z 1850 r.
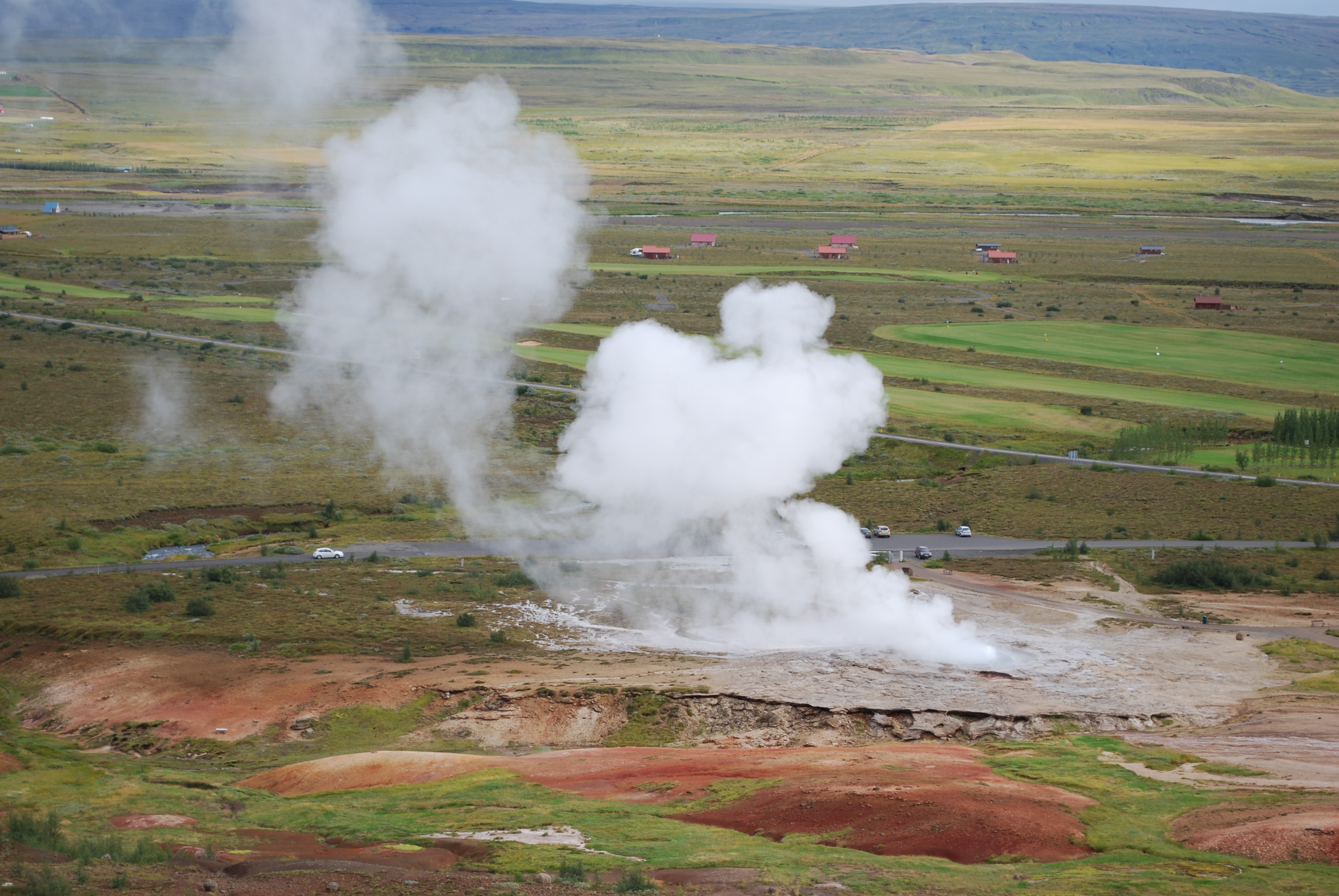
Wyrzut wody z Geysira latem 2009 roku
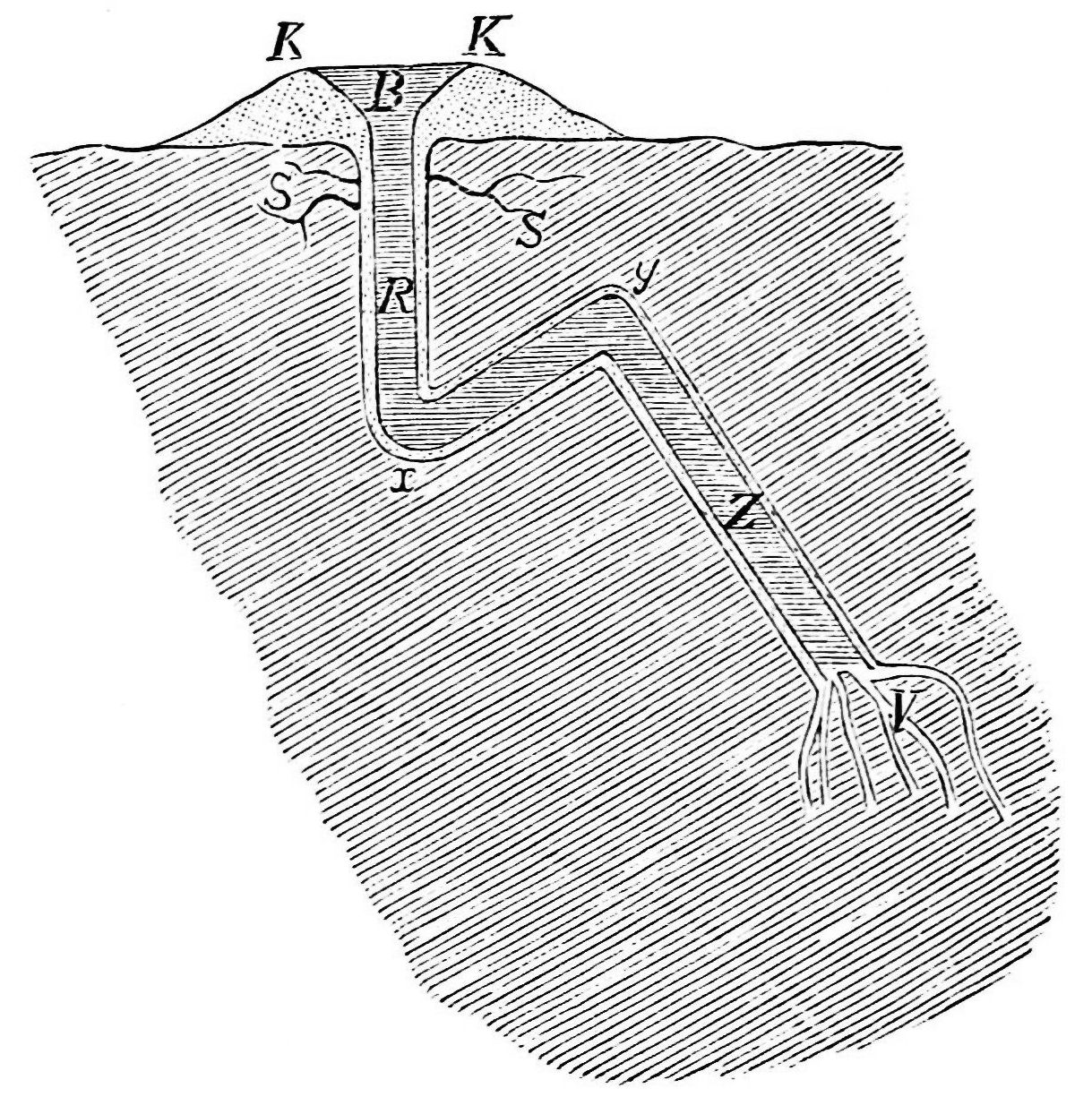
Geysir – teoretyczna struktura; diagram z 1882 r.
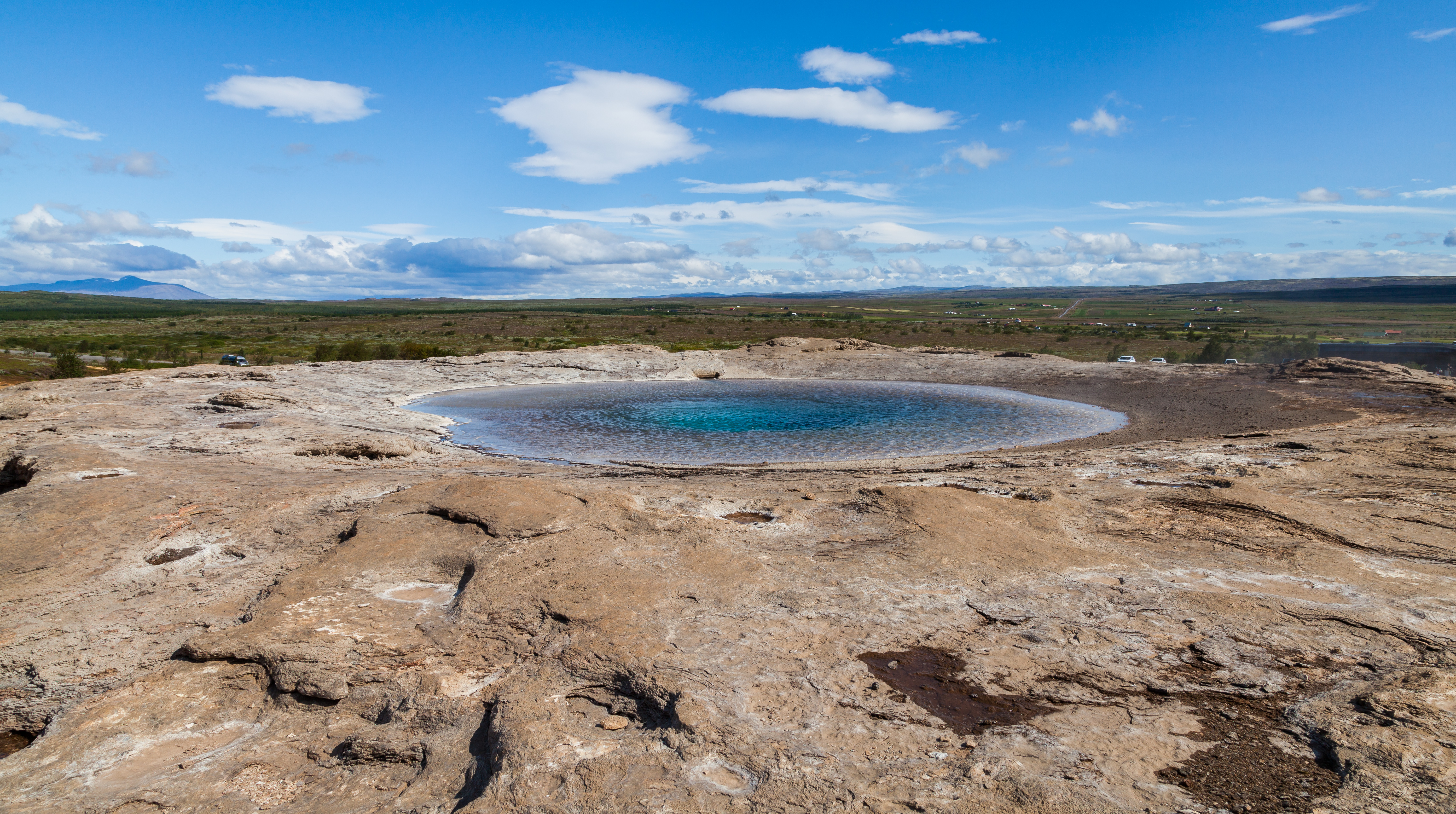
Geysir w 2014 roku
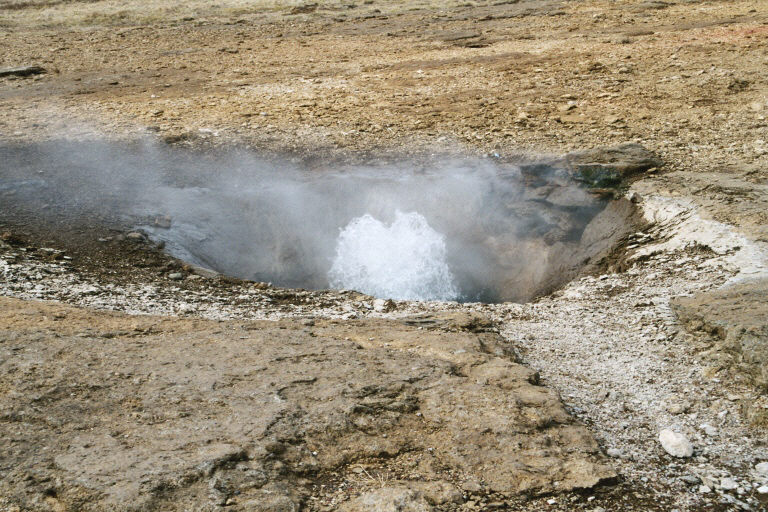
Wyrzut wody z Małego Geysira